# Tramway de Palerme
 (septembre 2014).
Si vous disposez d'ouvrages ou d'articles de référence ou si vous connaissez des sites web de qualité traitant du thème abordé ici, merci de compléter l'article en donnant les références utiles à sa vérifiabilité et en les liant à la section « Notes et références ».
Le tramway de Palerme est un réseau de tramway qui dessert la ville de Palerme, capitale de la Sicile (Italie). La première ligne fut inaugurée en 2014, les lignes 2, 3 et 4 plus récemment.

## Histoire
L'entreprise italo-argentine Tortorici obtient en 1874 la concession pour l'installation et l'exploitation d'un réseau de tramway hippomobile. En 1877, la concession passe à l'Impresa dei tramways, société appartenant à des banquiers étrangers, certainement allemands, et qui ont déjà opéré à Londres et Paris.
Le 23 mars 1878 est inaugurée la première ligne reliant Piazza Marina à Acquasanta avec une voiture tirée par deux chevaux. Le mois suivant ouvre la deuxième ligne entre Piazza Marina et Noce. Des garages et des écuries sont installés à Acquasanta.
À partir de l'été 1881, des services spéciaux desservent les stations balnéaires de Romagnolo et d'Acquasanta. A partir de 1887, la même entreprise propose un service d'omnibus (voitures à cheval sans rails) régulier relie la Porta Sant' Antonino et le Jardin anglais. Sont desservis progressivement le Molo, Porrazzi, Sampolo, Romagnolo et la gare ferroviaire. En 1891, il y a 6 lignes de tramway et 14 lignes d'omnibus, pour un total de 21 km, impliquant 60 tramways et 66 omnibus. Certaines lignes d'omnibus sont également exploitées par des compagnies palermitaines (frères Di Stefano, Ferdinando Basile, Ingrassia, frères Indelicato). 
L'Impresa dei Tramways devient la propriété du Napolitain Sabino avant d'être reprise en 1887 par la Società Sicula dei Tramways-Omnibus, détenue pour près de la moitié par la Banco di Roma et pour le reste par Sabino et un groupe d'entrepreneurs locaux emmenés par Emanuele Paternò et le marquis Leopoldo Notarbartolo di San Giovanni, fils de l'ancien maire Emanuele Notarbartolo. Face à la crise bancaire des années 1890 et des difficultés de gestion, la Banco di Roma se retire en 1895 et la majorité des parts passe à la société allemande Continentale Gesellschaft, une holding de Sigmund Schuckert, qui obtient en 1898 l'électrification des lignes de tramway qui est totale en 1901.
Les omnibus continuent à circuler au-delà des zones desservies par les tramways. En 1903, la Sicula,  absorbe la Società Anonima di Elettricità, anciennement Schuckert, et devient la Società Sicula di Imprese Elettriche, qui exploite les lignes de tramway et distribue l'électricité produite par la Società Elettrotecnica Palermitana, filiale fondée en 1904 avec des capitaux allemands et une participation palermitaine. Sicula et l'ancien Schuckert ont collaboré antérieurement à la construction d'un tramway-funiculaire, mis en service en 1900, entre Piazza Bologni et Monreale, adoptant un système de traction conçu par la Continentale Gesellschaft. 
Vers 1907, la Sicula est acquise par la Società Toscana per Imprese Elettriche, contrôlée par la Continentale Gesellschaft, et en 1916, à la veille de l'entrée en guerre de l'Italie, par la Società Nazionale Imprese Elettriche, entièrement détenus par des Italiens.
En 1947, Palerme disposait déjà d'un réseau de tramway d'environ 38 kilomètres. Le réseau a été gravement endommagé par plusieurs bombardements pendant la Seconde Guerre mondiale. Après la mise en place, le réseau de trolleybus (en service entre 1939 à 1966) a été étendu à Palerme.
L'idée de rétablir un tramway à Palerme est née dans les années 1980. En 2000, la Banque européenne d'investissement a débloqué environ 160 milliards de lires (88 millions d'euros) pour la réalisation de trois lignes de tramway.
Palerme souffre de nombreux problèmes de circulation et de pollution, et c'est pourquoi en 2009 la ville a décidé de construire un tramway pour alléger le trafic.

## Réseau

### Lignes actuelles

#### Ligne 1
La première ligne ouverte en juillet 2014 relie Roccela et la gare centrale de Palerme. La ligne est longue de 5 km.